# Nodaway Township (comté de Taylor, Iowa)
Nodaway Township est un township du comté de Taylor en Iowa, aux États-Unis,.
Il est fondé en 1858.

## Source de la traduction
- (en) Cet article est partiellement ou en totalité issu de l’article de Wikipédia en anglais intitulé « Nodaway Township, Taylor County, Iowa » (voir la liste des auteurs).